# 브릴리언스 V6
브릴리언스 V6(영어: Brilliance V6)는 화천자동차에서 중화라는 브랜드로 생산했던 중형 스포츠 유틸리티 자동차이다. 2017년 광저우 오토쇼에서 공개되었으며, V6는 5인승 CUV이고, 브릴리언스 V7이라는 7인승은 2018년 베이징 오토쇼에서 공개되었다.

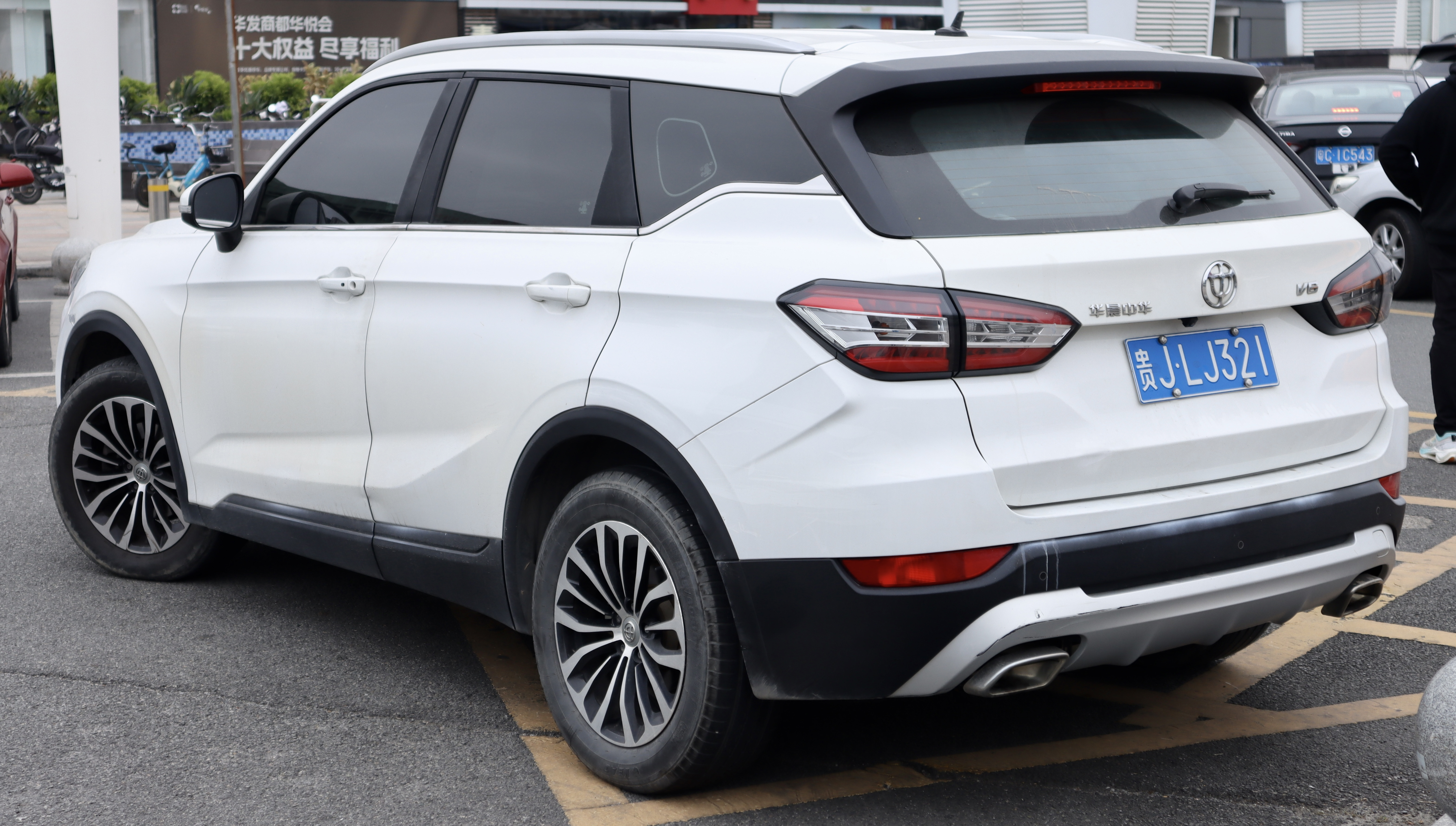
후면